# Donaldo II da Escócia
Domnall mac Causantín (gaélico moderno: Dòmhnall mac Chòiseim), anglicanizado como Donaldo II, foi o Rei dos Pictos ou Rei de Alba de 889 até sua morte em 900. Era filho do rei Constantino I. Ele acabou recebendo o epíteto de Dásachtach, "o Homem Louco", pela Profecia de Berchán. Donaldo ascendeu ao trono após a morte ou deposição do rei Giric e foi sucedido por Constantino II.